# بخش هانینگه
بخش هانینگه (به سوئدی: Haninge kommun) یک ناحیه شهرداری در سوئد است که در شهرستان استکهلم واقع شده‌است.

## خواهرخوانده
شهرهای فرمیا و هاپسالو خواهرخوانده‌های بخش هانینگه هستند.